# Gesar
| Tibetische Bezeichnung                                      |
| ----------------------------------------------------------- |
| Tibetische Schrift: གླིང་གེ་སར་རྒྱལ་པོའི་སྒྲུང་                       |
| Wylie-Transliteration: gling ge sar rgyal po’i sgrung       |
| Aussprache in IPA: [liŋ kʰesaː ʈʂuŋ]                        |
| Offizielle Transkription der VRCh: Ling Kêsar Gyaiboi Zhung |
| THDL-Transkription: Ling Gesar Drung                        |
| Andere Schreibweisen: Geser, Gesser, Kesar                  |
| Chinesische Bezeichnung                                     |
| Traditionell: 《格薩爾王傳》                                |
| Vereinfacht: 《格萨尔王传》                                 |
| Pinyin:Gésà’ěr Wáng chuán                                   |

Gesar ist ein epischer tibetischer König, dessen Heldentaten in von Barden vorgetragenen Gesängen, in ihrer Gesamtheit Gesar-Epos genannt, beschrieben werden. Dieses Epos gilt als der größte zentralasiatische Epenzyklus.
Dieses Korpus von Erzählungen enthält das Grundmotiv vom Kampf des guten tibetischen Herrschers Gesar, der als Mensch geboren wird, jedoch viele göttliche Fähigkeiten hat, gegen das Böse in der Welt. Gesars kriegerische und listenreiche Taten werden in ganz Zentralasien von Ladakh bis in die Mongolei, besonders aber in Osttibet, in Form von Gesängen tradiert, daher wird es meist Gesar-Epos genannt. Es existiert unter anderem in tibetischer, mongolischer (ᠭᠡᠰᠡᠷ
ᠬᠠᠭᠠᠨ ᠤ
ᠲᠤᠭᠤᠵᠢ, Гэсэрийн тууж) und türkischer Sprache. Die Vortragenden waren und sind z. T. noch spezielle Gesar-Barden, die teilweise Texte im Umfang dicker Bücher memorieren können.
Das Epos ist sehr umfangreich und nimmt seinen Anfang mit der Entstehung der Welt. Es wurde wahrscheinlich für eine Aufführung über mehrere Tage hinweg konzipiert.

## Inhalt

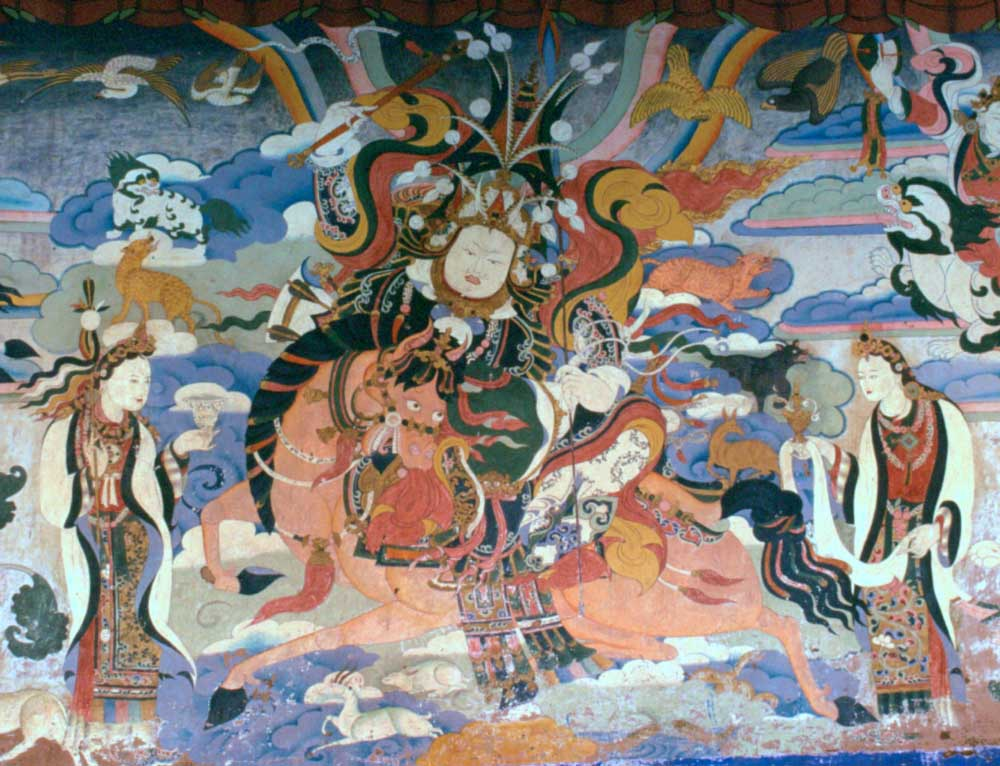
Wandmalerei von Gesar

Die Gesar-Sage, das große Nationalepos Zentralasiens, besonders der Mongolen und der Tibeter, verherrlicht die Kämpfe Gesar Chans, des (nach einer der zahlreichen Überlieferungen) zweitgeborenen Sohns Indras, der im Auftrag Buddhas auf die Erde gesandt wird, um Ruhe und Recht zu schaffen. Eine vertriebene Königstochter von Tibet wird als Mutter des Göttersohns ausersehen, der als ein Kind von abschreckender Hässlichkeit aufwächst, bald als geistesschwach, bald als Teufelsbrut betrachtet wird, aber sich Ansehen zu verschaffen weiß. Mit 13 Jahren gewinnt er sich durch List ein Mädchen von seltener Schönheit namens Aralgo zur Frau. Als zweite Gattin erringt er im Kampf eine Königstochter, der er sich auf dem Lager in seiner übernatürlichen Gestalt offenbart. Hiermit schließt das erste Buch.
Die drei folgenden Bücher besingen die Überwindung eines Drachen und die Kämpfe um eine dritte Gemahlin, Tochter eines fremden Fürsten, an dessen Hof Gesar drei Jahre lang weilt. Dann auf magische Weise durch Aralgo, seine erste Gemahlin, benachrichtigt, dass sein böser Oheim Tschotong sie zu vernichten strebe, besteigt Gesar seinen wunderbaren Braunen, der in einer Minute die ganze Erde umsaust, und befreit seine Gemahlin, die ihm nun, um ihn an sich zu fesseln, den Trank der Vergessenheit eingibt.
Das fünfte und bedeutendste Buch der Sage füllt die Erzählung vom Schiraigolschen Krieg, dem wirkliche Begebenheiten zur geschichtlichen Unterlage gedient haben mögen. Anlass zum Kriege gab der Fürst von Schiraigol, welcher Rogmo, Gesars zweite Gemahlin, rauben will und zu diesem Behuf nach Tibet einen Einfall macht, während Gesar, wegen des Trankes der Aralgo den Vorgang nicht ahnend, bei dieser fern von Tibet in einem Zauberschloss weilt. Die Tibeter stehen zu Rogmo und sind anfangs siegreich; als aber der beste der tibetischen Helden erschlagen ist, bemächtigt sich ihrer allgemeine Verwirrung. Tschotong, das böse Prinzip in der Sage, liefert Rogmo aus und besteigt selbst den Thron, während er die Eltern Gesars zu den niedrigsten Diensten verurteilt. Durch ungewöhnliche Zeichen erschreckt, ermannt sich endlich Gesar und zieht gegen Tibet. Zorn entflammt ihn, als er der Mutter ansichtig wird mit von Laststricken durchgeriebener Schulter; durch sie erfährt er alles. Mit List macht er zunächst seinen Oheim Tschotong zum Gefangenen; dann sucht er seine Gemahlin Rogmo dem Fürsten von Schiraigol zu entringen, die aber diesem inzwischen ihre Liebe geschenkt hat. Als endlich auch sie wieder in Gesars Besitz ist, muss sie zur Strafe für ihre Untreue das Herz ihres Buhlen als Abendkost verzehren; dann tritt Gesar mit ihr den Rückweg nach Tibet an und lebt dort ruhig in Götterfreude.

## Ursprung und Rezeption in Tibet
Man vermutet, dass das Epos zwischen dem 3. und 6. Jahrhundert in Tibet entstand und seine endgültige Form im tibetischen Tǔbō-Reich zwischen ca. 700 und 842 erhielt. Es geht aber zurück auf vorbuddhistische Zeit bzw. handelt von einer vorbuddhistischen Zeit. Daher ist auch der Inhalt nicht oder nur oberflächlich vom Buddhismus geprägt. Für Ordinierte gilt die Lektüre des Epos (zumindest offiziell) als unnützer weltlicher Zeitvertreib. Bei tibetischen Laien hingegen ist es nach wie vor in allen Landesteilen sehr beliebt und wird beispielsweise als Hörbuch auf Kassetten in lokalen Dialekten angeboten, da kein einzelner Dialekt (wie der von Lhasa) von allen Tibetern verstanden wird.

## Etymologie des Namens 'Gesar'
Gesar, König von Ling (tib. <gling>), wird in einigen tibetischen Quellen als Herrscher von <khrom> oder <phrom> bezeichnet, das ist phonetisch in etwa [pʰɽom] bzw. [ʈʰɽom] (je nach Dialekt). Dies hat Ähnlichkeit mit dem Ostpersischen *frôm, hrôm, das „Rom“ (Römisches Reich, Byzanz) bedeutete. Ebenso erinnert der Name „Gesar“ an „Caesar“ in altlateinischer Aussprache ([kaesar], vlat. allerdings [tʃeːsare]), v. a. aber griechisch-byzantinisch [kaisar] – nur typisch tibetisch mit Monophthongierung und Nichtaspiration des Anlauts: [ke̲ːsa(ɽ)]. Es ist daher weithin anerkannt, dass der Held dieses Epos seinen Namen von Caius Iulius Caesar ableitet. Damit endet allerdings die Ähnlichkeit mit dem historischen Original.

## Versionen, Motive und Deutungen
1839 erschien in St. Petersburg die erste deutsche Übersetzung der ersten sieben Kapitel des Epos einer mongolischen Version von Isaak Jakob Schmidt (1825–1847) unter dem Titel Die Thaten Bogda Gesser Chan’s, des Vertilgers der Wurzel der zehn Übel in den zehn Gegenden. Der Titel zeigt, dass es die Mission des Helden ist, die Welt zu retten. Die Übersetzung basiert auf dem chinesischen (Holz-)Blockdrucks (Peking 1716); es handelt sich um die erste gedruckte Version des Epos überhaupt. Sie wurde von Heissig 1983 ergänzt.
Rolf A. Stein (1956) publizierte die lamaistische oder gLing-Version, Matthias Hermanns (1965) die Version der Amdo-Tibeter, Silke Herrmann eine ladakhische Version mit vielen Varianten von insgesamt 12 buddhistischen und muslimischen Sängern, M. N. Hangalov (1969) eine ostburjatische und M. Imegenov (1995) eine westburjatische Version. Eine Version des Tu-Volks wurde 1948/49 teilweise von Dominim Schröder aufgezeichnet und 1980 von Heissig publiziertm, eine andere wurde 1988 in China publiziert.
Bernhard Jülg wies 1868 als erster auf motivische Parallelen zwischen der 1716 gedruckten mongolischen Fassung des Epos und den griechischen Heldensagen hin. Grigori Nikolajewitsch Potanin zeigte 14 Parallelstellen zwischen der griechischen Odyssee und dem Gesar-Zyklus auf (z. B. die Zauberin Kirke, deren Trank jede Erinnerung auslöscht, und der Kampf mit dem Riesen Polyphem). Er wies zuerst darauf hin, dass sich hinter dem Namen Gesar das griechische καίσαρ (kaisar, kesar) verberge.
In mongolischen Versionen des Gesar-Epos tritt die weibliche Gestalt Alu mergen (auch Alu mergen; mergen = unfehlbarer Schütze, Kluger, Weiser) auf, die Tochter eines Drachenkönigs, die von Gesar nach einem Kampf gezähmt wurde und viele Züge der germanischen Heldenjungfrau Brunhilde trägt. In einer der Versionen bedient sich Gesar des Beistands eines Dritten, der den Wettkampf gewinnt, während Gesar die Braut gewinnt. Auch dies ist eine Parallele zur Brunhildsage, wobei Wiktor Maximowitsch Schirmunski darauf hinwies, dass das Motiv der Brautwerbung um die kämpfende Jungfrau und des Brautwerbungshelfers auch von Irland über Russland bis zu den Turkvölkern weit verbreitet ist. Zweifelhaft oder ungeklärt bleibt in mehreren Fassungen aber das Geschlecht von Alu mergen. 1927 zeichnete Nikolaus Poppe in der nördlichen Mongolei eine weitere, bis dahin nur mündlich überlieferte Fassung (Uran dua dagini) auf, in der Gesar Adju mergen, einem hübschen jungen Mann, begegnet, der sich erst später als Mädchen erweist. 
Heissig (wie schon Robert von Ranke Graves) sieht den Androgyne-Mythos im Zusammenhang mit einem allmählich sich vollziehenden Übergang der Nomadenvölker vom Matriarchat zu einer patriarchalischen Gesellschaft, in der auch die Frauen noch lang Zeit mit Waffen kämpften bzw. sich an Wettkämpfen mit den Männern beteiligten. Auch ist das Motiv verbreitet, dass zwei Brüder gemeinsam um die Braut werben. In der Hochlandbevölkerung des Westhimalayas, also in Tibet und Ladakh, war lange Zeit die fraternale Polyandrie verbreitet, um die Geburtenhäufigkeit niedrig zu halten und die Teilung des kargen und knappen Bodens zu verhindern.
Eine von der tibetischen beeinflusste mongolische Version des Gesar-Zyklus weist Parallelen zur Sigurd-Sage auf. Darin geht Gesar in Gestalt eines Bettelmönchs bei einem berühmten Schmiedemeister in die Lehre. Als Ursachen der Wanderung der Motive sieht Heissig die frühen skythisch-griechischen und die hunnisch-germanischen Beziehungen an, aber auch die im 5. Jahrhundert einsetzende Mobilität gotischer, angelsächsischer und später isländischer Barden an den Hof des Hunnenkönigs Attila, nach Kiew und bis zu den Sarazenen.
Eine burjatische Version des Mythos erzählt, dass Gesar, der zunächst Nyurgai (der Stinker) heißt, in seiner turbulenten Kindheit Riesenratten und andere Plagen bekämpfte. Der lustige, aber chaotische Held heiratet dann die Prinzession Alma Mergen und kämpft unter anderem gegen einen Drachen, der einen Silberschatz bewacht, gegen den Tigerkönig der Taiga, gegen Vulkane und Trickster. Einige dieser Motive tauchen auch in den Mythen von Herakles und Cú Chulainn auf.
Es ist allerdings fraglich, ob diese mongolischen und sibirischen Versionen direkt auf die tibetanische Version zurückgehen. Selbst den beiden Tu-Versionen scheinen verschiedene Vorlagen zugrunde zu liegen. 
Auch heute wird das Epos in der Mongolei, in China, Tibet und bei den Burjaten noch von einigen Barden vorgetragen, teils mit Musikbegleitung. 2009 wurde das Gesar-Epos auf Antrag Chinas in die UNESCO-Liste des immateriellen Kulturerbes eingetragen.

## Geser in der modernen Literatur
Geser ist in dem Roman „Wächter der Nacht“ von Sergej Lukjanenko der Anführer der Nachtwache und der Sprecher für die Kräfte des Lichts. Der Romancharakter soll aber der mythische Geser aus den tibetischen Sagen sein, da seine asiatische Herkunft immer wieder angedeutet wird.